# Joey Alexander
Josiah Alexander Sila, känd som Joey Alexander, född 25 juni 2003 i Bali, är en indonesisk jazzpianist.